# Leptocythere psammophila
Leptocythere psammophila är en kräftdjursart som beskrevs av Guillaume 1976. Leptocythere psammophila ingår i släktet Leptocythere och familjen Leptocytheridae. Arten är reproducerande i Sverige. Inga underarter finns listade i Catalogue of Life.